# جام بسکتبال شهبانو ۱۳۵۵

لحظه آغاز بازی سپاهان و آرارات در مرحله ماقبل پایانی جام شهبانو ۱۳۵۵ که با پیروزی سپاهان و صعود آن‌ها به جمع ۴ تیم نهایی به پایان رسید.

دیدار نیمه نهایی بین تاج و ایرانا با پیروزی ایرانا به پایان رسید.

دومین دوره جام شهبانو در سال ۱۳۵۵. ایرانا بالای سر همه نشست. از مجله دنیای ورزش شماره ۳۳۳.

جام بسکتبال شهبانو ۱۳۵۵ دومین دوره  جام شهبانو و بالاترین سطح مسابقات بسکتبال زنان ایران بود که در سال ۱۳۵۵ برگزار شد و روز یکشنبه ۱ اسفند ۱۳۵۵ با قهرمانی ایرانا به پایان رسید. جام شهربانو ۱۳۵۵ در سه مرحله‌ی مقدماتی، ماقبل پایانی و پایانی برگزار شد.

## مرحله مقدماتی
مرحله مقدماتی در دو شهر تهران برگزار شد. در تهران ۴ باشگاه برتر تهرانی ایرانا، تاج، آرارات و افسر به مرحله بعد صعود کردند و در شهرکرد نیز ۴ تیم برتر چهارمحال، سپاهان اصفهان، مازندران و خانه جوانان همدان مکان‌های برتر را کسب کردند و به مرحله ماقبل پایانی راه یافتند.

## ماقبل پایانی
۸ تیم برتر راه یافته به این مرحله در دو شهر بابل و اصفهان برای رسیدن به مرحله پایانی با هم دیدار کردند. ۴ تیم تاج، افسر، همدان و مازندران در بابال به مصاف یکدیگر رفتند و ۴ تیم ایرانا، آرارات، سپاهان اصفهان و چهارمهال در اصفهان با یکدیگر دیدار کردند. در پایان تیم‌های تاج و افسر تهران از گروه اول به مرحله پایانی صعود کردند. در گروه دوم تیم سپاهان اصفهان شگفتی خلق کرد و با حذف آرارات، نایب قهرمان اولین دوره جام شهبانو به همراه تیم اول گروه، آریانا به مرحله پایانی صعود کرد.

## مرحله پایانی
در این مرحله ۴ تیم راه یافته به صورت ضربدری با یکدیگر دیدار کردند. تیم افسر با پیروزی بر سپاهان اصفهان به دیدار فینال رسیدند. تیم ایرانا نیز با پیروزی در هر دو بازی رفت و برگشت بر تاج به فینال راه پیدا کرد. 

### بازی رده‌بندی
دو تیم سپاهان اصفهان و تاج در این مرحله به صورت رفت و برگشتی با یکدیگر دیدار کردند. دیدار رفت را تیم سپاهان در اصفهان از تاج برد. در دیدار برگشت نیز تیم سپاهان با نتیجه ۴۶-۴۴ در مقابل تاج به برتری رسید تا به مقام سومی مسابقات برسد. 

### بازی فینال
بازی فینال به صورت رفت و برگشتی برگزار شد. در دیدار رفت که در سالن باشگاه تاج برگزار شد تیم ایرانا با ۳۰ امتیاز اختلاف در مقابل تیم افسر به پیروزی رسید. در بازی برگشت نیز که در سالن شماره یک نصیری و در مقابل ۶۰۰ تماشاگر برگزار می‌شد تیم ایرانا برای دومین بار و با نتیجه ۹۰ بر ۸۳ در مقابل افسر به پیروزی رسید و برای دومین سال قهرمان ایران شد. از بین بازیکنان ایرانا در بازی برگشت، مهین کوره‌چیان و ماهوتیان برتر ظاهر شدند و در بین بازیکنان افسر نیز منیژه افسری و فریبا محرری بهترین‌ها بودند.

## رده‌بندی پایانی
| رتبه | تیم           |
| ---- | ------------- |
| ۱    | ایرانا        |
| ۲    | افسر          |
| ۳    | سپاهان اصفهان |
| ۴    | تاج           |

تیم ایرانا، قهرمان مسابقات در این دوره با ترکیب فتانه هادوی، مهوش طباطبایی، مهین کوره‌چیان، سهیلا ماهوتیان، شهلا حجت، نینا زرگر صالح و مربی‌گری امیر سبکتکین به میدان رفت.